# 笠松若駒杯
笠松若駒杯（かさまつわかこまはい）は、岐阜県地方競馬組合が笠松競馬場ダート1400mで施行する地方競馬の準重賞競走である。格付けはP。
競馬専門紙である競馬東海が優勝杯を提供しており、正式名称は「競馬東海賞 笠松若駒杯」である。

## 概要
2023年度に創設された（第1回施行は2024年1月）笠松所属・笠松デビューの明け3歳馬による準重賞競走である。
本競走は笠松競馬における2・3歳短距離路線の中核を担い、本競走から3月のジュニアグローリー及びネクストスター中日本を経て、兵庫チャンピオンシップへと続くローテーションを確立させることになる。
なお、準重賞であるが回次は表記されている。

### 条件・賞金等（2025年）
出走資格 
サラブレッド系3歳、笠松所属（笠松デビュー限定）
- 未出走馬は出走不可。

負担重量
別定。56kg（牝馬2kg減）を基本にB･C級は1kg、A級は2kgそれぞれ負担増となる。
賞金額
1着200万円、2着70万円、3着40万円、4着20万円、5着10万円。
副賞
エースメディア(株)賞。

## 歴代優勝馬
| 回次  | 施行日        | 優勝馬           | 性齢 | 所属 | タイム | 優勝騎手 | 管理調教師 | 馬主     |
| ----- | ------------- | ---------------- | ---- | ---- | ------ | -------- | ---------- | -------- |
| 第1回 | 2024年1月11日 | ハヤイモノガチ   | 牡3  | 笠松 | 1:28.9 | 藤原幹生 | 大橋敬永   | 辻祐二   |
| 第2回 | 2025年1月9日  | センゴクブショウ | 牡3  | 笠松 | 1:30.1 | 渡邊竜也 | 笹野博司   | 杉浦和也 |

### 各回競走結果の出典
- JBISサーチ
  - 2024年、2025年